# 三港线轮渡
三港线轮渡，原称船华线轮渡。为中国上海市黄浦江上的一条对江轮渡航线，航线西起徐汇区龙吴路1900号港口轮渡站，东至浦东新区沿江路三林路轮渡站。
三港线轮渡原为民渡，始于民国年间，航线由浦西华泾河塔庙至浦东王家渡。1968年6月，由上海市内河航运公司在该地兴建渡口代替民渡，航线定名船华线轮渡。1977年，浦西华泾港口轮渡站北移至龙吴路1900号，1979年1月20日，新轮渡站建成启用。2003年3月船华线轮渡更名为三港线轮渡。

## 历史

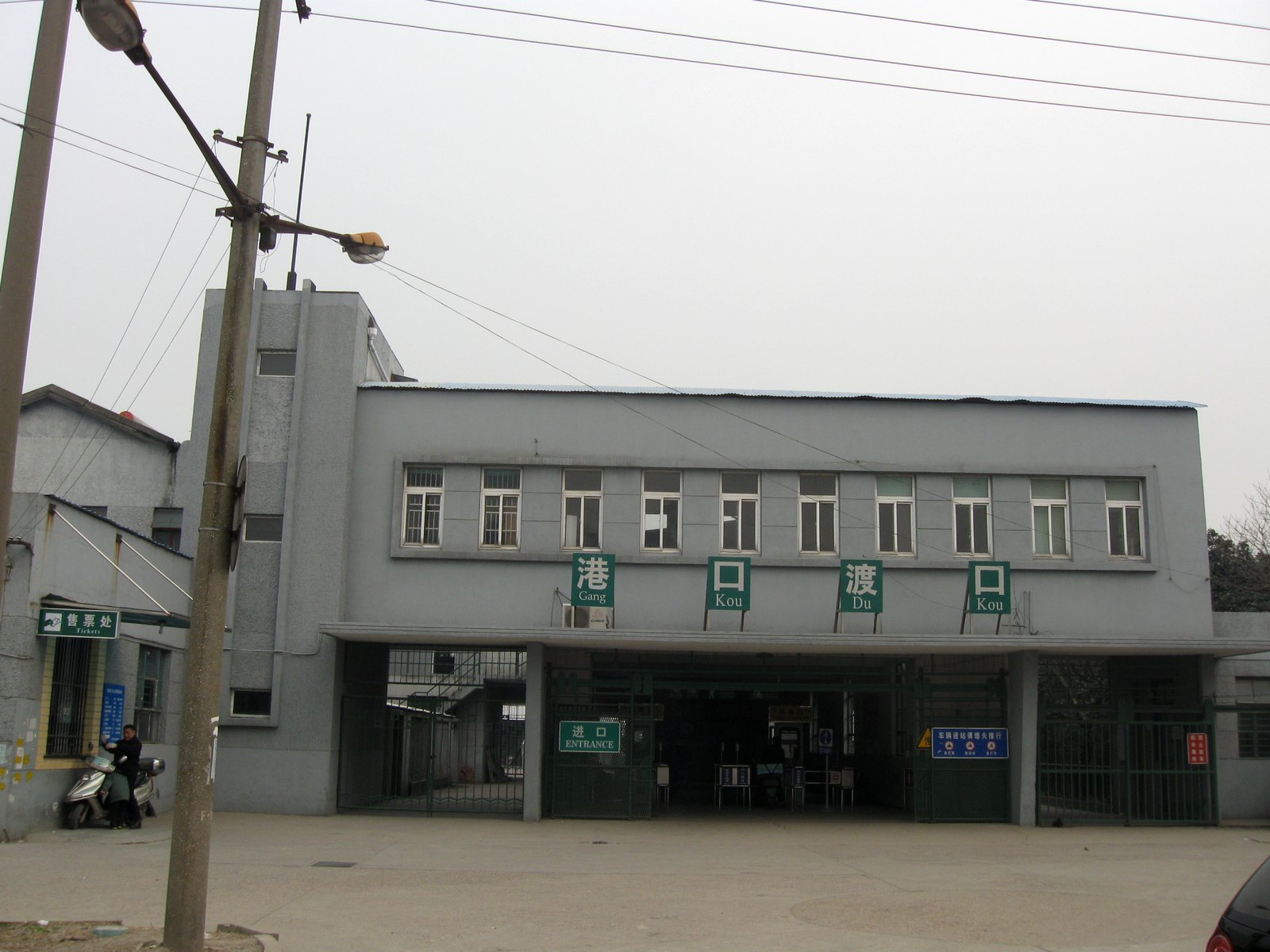
港口轮渡站（2009年）

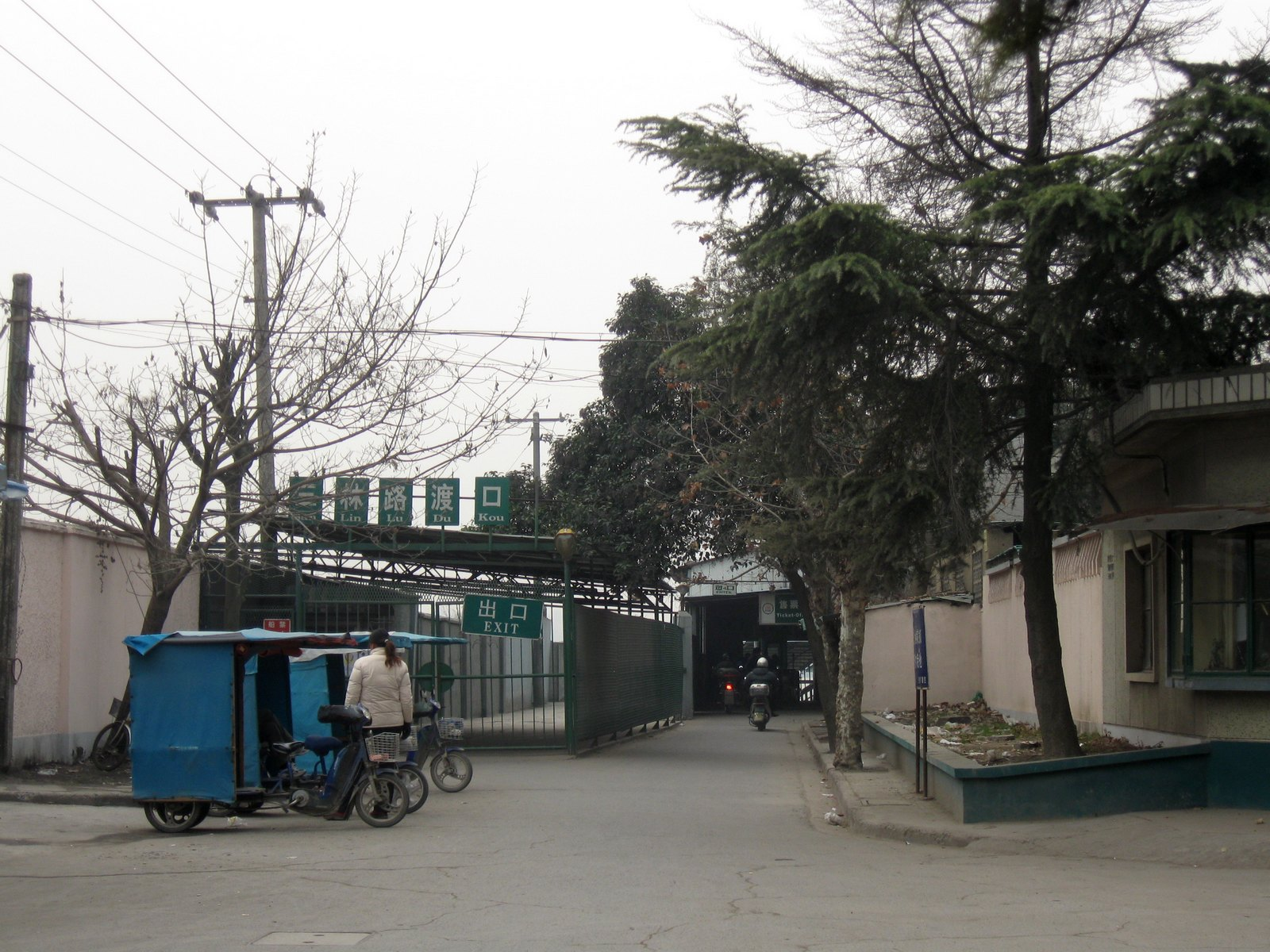
三林路轮渡站（2009年）

民国年间，有人在浦西华泾河塔庙至浦东王家渡间设渡，渡口为民间私渡，用手摇木船渡客。1968年6月，上海市内河航运公司在浦西龙华公社东湾大队至浦东垃圾滩间新建轮渡站，开辟船华线轮渡，新轮渡航线代替了原先的手摇舢舨民渡。
1977年，因开挖淀浦河，浦西华泾港口轮渡站向北移至龙吴路1900号。1978年12月，新轮渡站建成，轮渡站码头岸线长40米，此次新建工程耗资37.3万元。1979年1月20日，轮渡站启用。2003年3月船华线轮渡更名为三港线轮渡（港口轮渡站——三林路轮渡站）。2017年，港口轮渡站開始重建，2021年1月底，新的港口轮渡站「游客集散中心」 启用。

## 航线班次
- 港口轮渡站：5：00——23：00

5：00——6：20 20分钟一班 6:30——8:30（早高峰快班航行） 8：30 8：40——16：40 20分钟一班 16：50 17:00——19:00（晚高峰快班航行）19：20——20：00 20分钟一班 20：30——23：00 30分钟一班
- 三林路轮渡站：5：10——23：05

5：10——6：10 20分钟一班 6:30——8:30（早高峰快班航行） 8：50——10：50 20分钟一班 11：07 11：30——16：50 20分钟一班 17:00——19:00（晚高峰快班航行）19：10——19：50 20分钟一班 20：15——22：15 30分钟一班 22：37 23：05
注:周六、日6:30——8:30为两船航行，10分钟一班，8:30以后为单船航行，晚高峰为单船航行。

## 公交换乘
- 港口轮渡站：56、178、178大站车、342、714、731、755、770、804、956、958、南川线
- 三林轮渡站：1060